# North Point
North Point Business Center o simplemente North Point es un complejo de edificios ubicado en nororiente de Bogotá, la capital de Colombia. Tiene proyectada la construcción de 8 torres en total, de las cuales ya se encuentran construidas cinco. Debido a la construcción de estas torres, la zona se convierte en un lugar diferente al centro de la ciudad para la instalación de nuevas compañías que llegan a Colombia.

## Historia
En el lugar donde se desarrolla este complejo empresarial funcionaban las canteras Barrancas y Sierras del Moral de la localidad de Usaquén. Los desarrolladores del proyecto Rafael, Jairo y Guillermo Rincón decidieron recuperar el sitio para poder utilizarlo y explotarlo comercialmente. En el lugar, se hizo la recuperación morfológica en la que los cerros arruinados por la explotación de las canteras se convirtieron en terrazas para evitar deslizamientos, después se hizo la atención biológico-ecológica con la siembra de plantas y pasto.

## Edificaciones

### North Point I y II
Compuestas por 21 pisos cada torre  150 oficinas, 604 parqueaderos privados, 33 parqueaderos comunes, comedores comunales, plazoleta de comidas, locales comerciales, 2 salones de reuniones y una sala de juntas.

### North Point III
El North Point III cuenta con 33 plantas donde se encuentran 95 oficinas con áreas que van desde los 82 hasta los 120 m². Además de contar con una plataforma de diez niveles para parqueaderos, dos locales comerciales y un vestíbulo de acceso y recepción. A esto se le suman siete ascensores de última generación que complementan su diseño.

### Torre Krystal
La Torre Krystal es la cuarta torre del complejo empresarial North Point. Esta torre se conecta de forma peatonal al nivel del vestíbulo con la torre North Point III y cuenta con una altura de 150 metros y 35 pisos, un área construida de 52.115 m², 4 locales comerciales y 501 parqueaderos. Además cuenta con un gimnasio en los pisos superiores, un auditorio con capacidad para 135 personas, salas de juntas y una mini terraza. La sala de máquinas se encuentra en el piso 36.

### Torre E
La Torre E es la quinta edificación del complejo North Point. Es una torre de oficinas con 45 pisos habitables y 184 metros del altura superando a las cuatro torres que se han construido hasta el momento en el complejo. Cuenta con 2 locales comerciales y 500 parqueaderos, además dos auditorios con capacidad para 90 personas, salas de juntas, salas VIP y una mini terraza. La sala de máquinas se ubica en el piso 46.